# 1941—1944年爱沙尼亚抗德抵抗运动
爱沙尼亚抵抗运动（爱沙尼亚语：Eesti vastupanuliikumine）是第二次世界大战期间的1941-1944年间的一场针对入侵、占领爱沙尼亚的纳粹德国势力的地下抵抗运动。由于爱沙尼亚德国占领当局統治手段相對溫和，所以与其他被占领国相比，爱沙尼亚抗德抵抗运动規模較小。

## 背景
德国曾在1917-1918年间占领过爱沙尼亚。第二次世界大戰時A愛沙尼亞又再度被德國佔領。爱沙尼亚人一開始大体上将德国视作解放者，正因為德國人，愛沙尼亞脫離了苏联的统治，因此愛沙尼亞人对德國人心怀感激，但苏德战争爆发后不出数月，愛沙尼亞人对德国人的好感逐步消失，愛沙尼亞人開始對德國人冷淡，甚至有些敵視德國人。愛沙尼亞人還厌恶纳粹种族法令，更憎恶德国对自己国家自然资源的无节制剥削。爱沙尼亚前总理于里·乌洛茨曾向德方占领当局提出要建立独立的爱沙尼亚政府，但遭到阿道夫·希特勒拒绝，后者随即讓阿爾弗雷德·羅森堡擔任帝国专员。在德方明确反对重建独立的爱沙尼亚国家后，愛沙尼亞人和德國人之間的矛盾日益加深。自1942年起，由于德方开始实行义务兵制，爱沙尼亚男子開始被强征入警察营，德國還征募劳工並减少愛沙尼亞的食物供给，爱沙尼亚民众因此开始愈发憎恶德方。爱沙尼亚自治政府后又试图协助德方强制实施征兵令，因此該政府亦失去民心。自治政府首脑亚尔马尔·梅也因為批評康斯坦丁·佩茨而失去民心。1942年6月，一荷兰纳粹官员在访问爱沙尼亚后表示该国民众具备“民族沙文主义意识”，在他们中找不到真正的亲德派。

## 独立派的抵抗
爱沙尼亚地下抵抗运动成员们都指望得到西方盟国的支持，抵抗运动中有忠于康斯坦丁·佩茨的派系，还有如国民中心（National Centre）和社会主义工人党派等其他派別。在各方努力下，爱沙尼亚发起了一场不合作运动。
1942年6月，在苏联的镇压中幸存的爱沙尼亚政治领袖们在国内秘密召开会议，会上讨论了组建爱沙尼亚地下政府以及如何继续让共和国得以延续等问题。1943年1月6日，位于斯德哥尔摩的爱沙尼亚外交代表团举行了一次会议。会议决定，为确保爱沙尼亚共和国在法理上繼續存在，国家遭入侵前的最后一任符合宪法的总理尤里·乌洛茨必须继续履行总理义务。
1944年3月，爱沙尼亚抵抗运动人士组建了爱沙尼亚共和国全国委员会。由于苏联红军已在1944年2月2日抵达爱沙尼亚边境，委员会考慮如果德军撤退，那麼他們將组建临时政府。但至1944年4月，德国安全部门却逮捕大量委员会成员。尽管约200人被捕，但抵抗运动的领袖们却逃过一劫，但他们的活动受到了严重限制，情况直到当年6月中旬才有好转。1944年6月，爱沙尼亚共和国的选举人大会在塔林秘密召开，会议任命尤里·乌洛茨为政府总理，兼负总统职责。最終抵抗人士借德国人撤离之机宣布合法的爱沙尼亚政府恢复。爱沙尼亚国民政府正式成立，爱沙尼亚军队在塔林的主教座堂山夺取了政府机关大楼，並命令剩下的德军离开。爱沙尼亚政府所在地的高塔赫爾曼塔上悬挂的旗帜也从德国国旗换成了爱沙尼亚国旗。不過臨時政府未能控制住局面，雖然臨時政府试图组织部队保卫首都，阻挡进军中的红军，但德军隨即攻克了部隊的司令部，另外大部分抵抗运动成员和官员都被苏方逮捕、监禁、驱逐，乃至处决。

## 亲苏派的抵抗
有少量亲苏派爱沙尼亚人在二战期间参与了地下抵抗运动，他们印制反德出版物並進行间谍活动以及暴力破坏行动。